# Indústria Brasileira de Automóveis Presidente

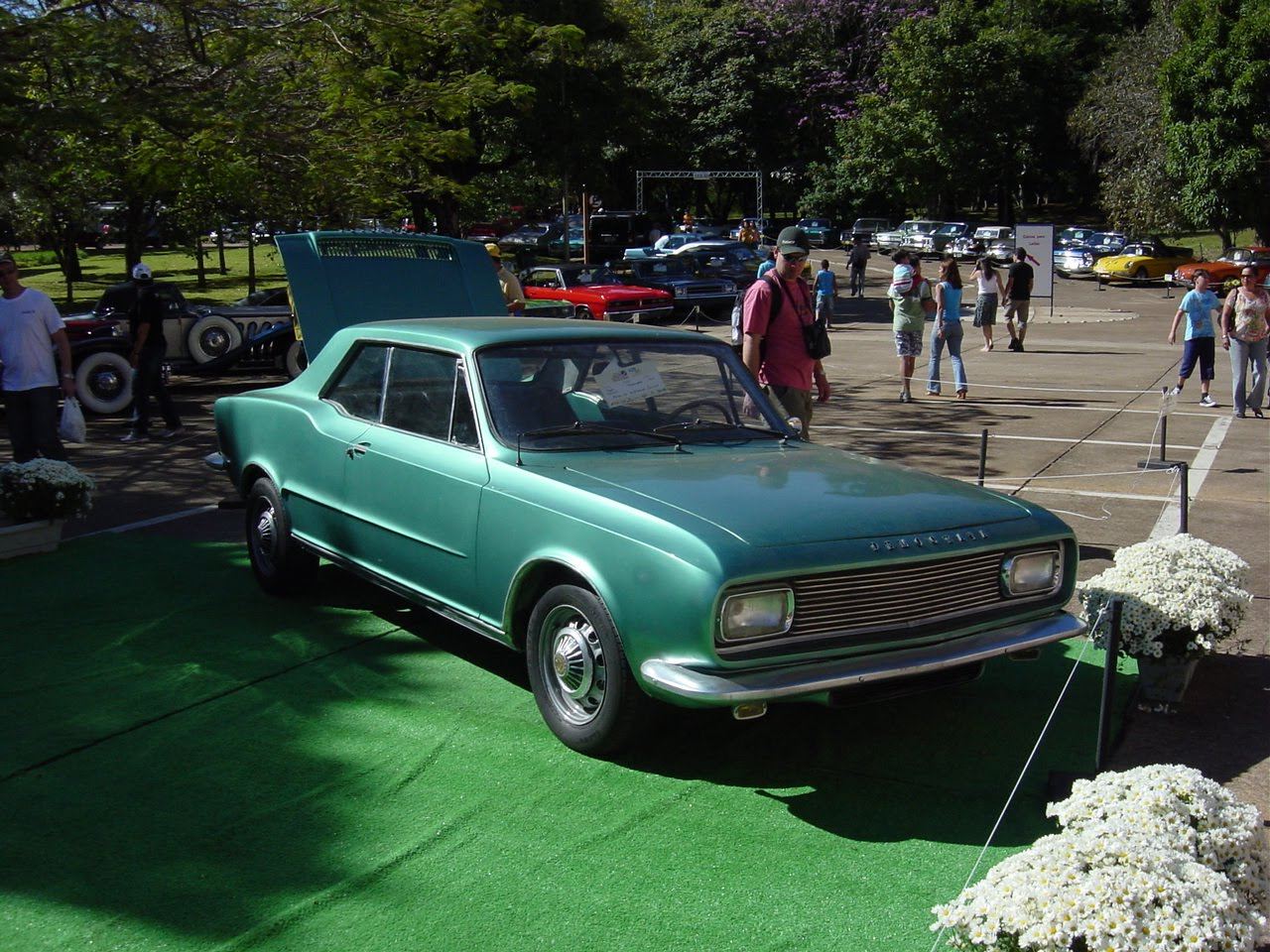
IBAP Democrata

Indústria Brasileira de Automóveis Presidente, förkortat IBAP, var en brasiliansk biltillverkare som verkade i São Bernardo do Campo mellan 1963 och 1967. 
Företaget grundades av Nelson Fernandez som avsåg att konstruera och bygga den första helt igenom brasilianska bilen, IBAP Democrata. Bilen skulle ha kaross i glasfiberarmerad plast i två utföranden, fyrdörrars sedan eller tvådörrars coupé och svansmotor. Den enda del som inte tagits fram inom landet var den italienska V6-motorn med överliggande kamaxlar. För att finansiera projektet erbjöd Fernandez kunder och sina anställda att köpa aktier i företaget. 
IBAP tog fram fem prototyper baserade på Chevrolet Corvair. Det blev de enda bilar som byggdes, för 1965 stämdes företaget för bedrägeri. Bolagets tillgångar beslagtogs av domstolen och verksamheten upphörde 1968. 